# Amanalco de Becerra
Amanalco de Becerra är en ort i Mexiko, och administrativ huvudort i kommunen Amanalco i den västra delen av delstaten Mexiko, i den centrala delen av landet. Orten hade 1 349 invånare vid folkräkningen 2010.